# Urophora funebris
Urophora funebris
 es una especie de insecto díptero del género Urophora de la familia Tephritidae. Erich Martin Hering lo describió científicamente por primera vez en el año 1941.